# 44 (număr)
44 (patruzeci și patru) este numărul natural care urmează după 43 și este urmat de 45.

## În matematică
- 44 este un număr repdigit în baza 10 (44) și un palindrom.
- Este un număr fericit.[1][2]
- Este un număr platonic.[3]
- Este un număr Størmer.[4][5]
- Este un număr tribonacci,[6] și un număr octaedric.[7]

## În știință
- Este numărul atomic al ruteniului.[8]

### Astronomie
- NGC 44 este o stea dublă în constelația Andromeda.
- Messier 44 (Praesepe) este un roi stelar din constelația Racul.
- 44 Nysa este o planetă minoră.
- 44P/Reinmuth este o cometă periodică din sistemul solar.

## Alte domenii
- Este codul de țară UIC al Republikii Sprska.[9]